# Marijina kapela
Marijina kapela je tradicionalni angleški izraz za kapelo v notranjosti stolnice, bazilike ali velike cerkve, posvečeno Blaženi Devici Mariji. Večina velikih srednjeveških cerkev je imela tako kapelo, katoliške in nekatere anglikanske ter srednje velike cerkve pa so pogosto imele stranski oltar posvečen Blaženi Devici Mariji. 
Tradicionalno je Marijina kapela največja kapela v stolnici. Običajno je bila zgrajena vzhodno od glavnega oltarja in sooblikovala glavno stavbo, kot v Winchesterju, Salisburyju, Chesterju, Exsetru, Wellsu, St Albansu, Chichestru, Peterboroughu in Norwichu, v zadnjih dveh primerih zdaj uničena.
Najzgodnejša angleška Marijina kapela je bila da v stolnici v Canterburyju. Prenesel sem in obnovil jo je nadškof Lanfranc, na zahodnem delu ladje in ponovno preusmeril leta 1450 na vzhodni strani severne prečne ladje. Marijina kapela v stolnici v Ely je zelo prepoznavna zgradba, pritrjena na severni transept je bila zgrajena pred letom 1016.  V Rochestru je zahodno od južne prečne ladje.
Verjetno največja Marijina kapela je zgradil Henrik III. leta 1220 v Westminstrski opatiji. Ta kapela je bila 9,1 m široka in je precej presegala druge primere. Raztezala se je do konca strani, kjer je sedaj Marijina kapela, Henrika VII.
Med drugimi pomembnimi angleškimi primeri so: pri farni cerkvi v Ottery St. Mary, Thetford Priory, v stolnici Bury St. Edmunds, Wimborne Minster in cerkvi v Highfieldu v Hampshiru. Marijina kapela je bila zgrajena v prezbiteriju v Comptoni, Surrey, Compton Martinu, Somersetshire in Darenthu v Kentu. Pri opatiji Croyland sta bili dve kapeli.
Pojav Marijine kapele se spreminja glede na lokacijo in obstajajo v večini francoskih stolnic in cerkvah, kjer so sestavni del apside. V Belgiji niso bile uvedene pred 14. stoletjem, so pa v nekaterih primerih iste velikosti kot druge kapele v apsidi. V drugih (verjetno obnovljenih v kasnejših obdobjih) so postale mnogo bolj pomembna značilnost. Nekatere izmed najboljših primerov je mogoče najti v cerkvah iz obdobja renesanse v Italiji in Španiji.
Proti koncu srednjega veka so bile Marijine kapele zaprte, ko so bile v cerkveni glasbi uvedene spremembe in se je v prezbiteriju slišalo samo strogo petje. 